# スーパースィープ
株式会社スーパースィープ (英: SuperSweep co.,ltd.) は、日本の東京都品川区に本社を置く楽曲・効果音・メディア制作会社。

## 会社概要
2000年2月、アリカに所属していた細江慎治、佐宗綾子らによって設立。設立当初は渡部恭久が在籍しており（のちフリーランスに転身）、アリカ代表取締役の西谷亮も取締役に名を連ねていた。
ゲームやアニメへの楽曲提供を行うほか、2000年12月にiモード用サイトを開設し、着信メロディを配信。翌2001年8月、自社レコードレーベル「SweepRecord」を創設し、メディア制作事業を開始する。同レーベルの音楽CDは、コミックマーケットやM3にて販売。また2005年3月3日には、テクノポップレーベル「T4P(TECHNO4POP)」を設立した。
2004年5月14日、通信販売サイト「SweepRecordSHOP」を開設。当初は自社製品のみの販売だったが、のちにベイシスケイプやノイジークローク、DETUNEなどの他社の音楽CD、またワンカップPなどのグッズも取り扱うようになった。

### とびだせ！スーパースィープ！！
2012年12月22日、ライブ配信によるトーク番組「とびだせ！スーパースィープ！！」を放送。当初はトークイベントの生中継だったが、その後は社内より毎月1回放送する生配信トーク番組として継続している。また、本放送終了後には「のみだせ！スーパースィープ！！」と銘打ち、飲酒しながらよりざっくばらんな内容の放送が継続される。
当初よりUstreamにて配信されているほか、2017年6月1日放送分よりYouTubeでも並行して配信開始。なお、YouTubeの方が高画質なうえ、過去の放送がアーカイヴ化される。
回数のカウントは、第0回の次はVer0.1、Ver0.2…、Ver0.9の次はVer0.91…と、長らく第1回（Ver1.0）に達していなかったが、2017年5月11日放送分にて「第一回目」の放送が行われた。

## サウンド制作スタッフ
- 細江慎治
- 佐宗綾子
- 小林和博
- 谷口輝雄
- 江口孝宏
- 田中文久
- アツシオハラ

## サウンド制作作品

### ゲーム

#### 音楽ゲーム楽曲提供
- テクニクティクス
- テクニクビート
- キーボードマニア 3rdMIX
- ビートマニアIIDXシリーズ（5th style、6th style、9th style、CS版15 DJ TROOPERS）
- pop'n musicシリーズ（13 カーニバル、portable）
- DJMAX TECHNIKAシリーズ（1、2、3）
- ミュージックガンガン! 2
- 太鼓の達人シリーズ（12、アーケード新筐体版、Wii 決定版、Wii 超ごうか版）
- ドーパミックス
- グルーヴコースターシリーズ（ZERO、アーケード版）
- maimaiシリーズ（PLUS）
- DanceDanceRevolution Pocket Edition
- BEATCRAFT CYCLON
- チュウニズム

#### オトメディウスシリーズ
- オトメディウスG (ゴージャス!) （追加BGM楽曲制作参加）
- オトメディウスX (エクセレント!) （追加BGM楽曲制作参加）

#### 仮面ライダーバトルシリーズ
- 仮面ライダーバトル ガンバライド（PVソング）
- 仮面ライダーバトル ガンバライジング（楽曲制作）

#### カルネージハートシリーズ
- Carnage Heart PORTABLE（楽曲制作）
- Carnage Heart EXA（楽曲参加）

#### ガンダムトライエイジシリーズ
- ガンダムトライエイジ ジオンの興亡（ボーカル曲制作）
- ガンダムトライエイジ BUILD MS（ボーカル曲・BGM制作）
- ガンダムトライエイジ BUILD G（ボーカル曲制作）

#### 金色のガッシュベル!!シリーズ
- 金色のガッシュベル!! 友情タッグバトル（楽曲・効果音制作）
- 金色のガッシュベル!! 友情タッグバトル 2（楽曲・効果音制作）
- 金色のガッシュベル!! ゴー!ゴー!魔物ファイト!!（楽曲・効果音制作）

#### サバイバルキッズシリーズ
- サバイバルキッズ -LOST in BLUE 2-（楽曲・効果音制作）
- サバイバルキッズ 〜小さな島の大きな秘密!?〜（効果音制作・楽曲マニピュレート）

#### ゼノシリーズ
- ゼノサーガ エピソードII［善悪の彼岸］（楽曲制作）
- ゼノサーガ フリークス（楽曲制作）

#### チャリ走DXシリーズ
- チャリ走DX（楽曲・効果音制作）
- チャリ走DX2 ギャラクシー（楽曲・効果音制作）
- チャリ走DX3 タイムライダー（楽曲・効果音制作）

#### テトリスシリーズ
- テトリス ザ・グランドマスター3 -Terror Instinct-（楽曲・効果音制作）
- テトリス ザ・グランドマスター エース（楽曲制作）
- TETRIS 99（楽曲制作）

#### NARUTO -ナルト- 激闘忍者大戦!・疾風伝シリーズ
- NARUTO -ナルト- 激闘忍者大戦!（楽曲・効果音制作）
- NARUTO -ナルト- 激闘忍者大戦!3（楽曲・効果音制作）
- NARUTO -ナルト- 激闘忍者大戦!4（楽曲・効果音制作）
- NARUTO -ナルト- 疾風伝 激闘忍者大戦!EX（楽曲・効果音制作）
- NARUTO -ナルト- 疾風伝 激闘忍者大戦!EX2（楽曲・効果音制作）
- NARUTO -ナルト- 疾風伝 激闘忍者大戦!EX3（楽曲・効果音制作）
- NARUTO -ナルト- 疾風伝 龍刃記（楽曲・効果音制作）
- NARUTO -ナルト- 疾風伝 忍立体絵巻! 最強忍界決戦!!（楽曲・効果音制作）

#### Fate/EXTRAシリーズ
- Fate/EXTRA（楽曲・効果音制作）
- Fate/EXTRA CCC（楽曲・効果音制作）

#### FOREVER BLUEシリーズ
- FOREVER BLUE（楽曲・効果音制作）
- FOREVER BLUE 海の呼び声（楽曲・効果音制作）

#### マクロスシリーズ
- マクロスエースフロンティア（編曲参加）
- マクロスアルティメットフロンティア（制作協力）

#### リッジレーサーシリーズ
- リッジレーサーズ
- リッジレーサーズ2
- リッジレーサー6
- リッジレーサー7
- リッジレーサー3D
- リッジレーサー（PlayStation Vita版）

#### ロード オブ ヴァーミリオンシリーズ
- LORD of VERMILION（効果音制作）
- LORD of VERMILION II（効果音制作）
- LORD of VERMILION Re:2（効果音制作）
- LORD of VERMILION III（効果音制作）

#### その他
- プロディジーレーシング（楽曲制作）
- カスタムロボV2（楽曲・効果音制作）
- ガンダムバトルオンライン（楽曲制作）
- エバーブルー（英語版）（楽曲・効果音制作）
- ガングレイヴ（効果音制作）
- ファイナルファンタジータクティクスアドバンス（楽曲制作協力）
- ロックマンエグゼ トランスミッション（楽曲・効果音制作）
- 帝国千戦記（楽曲制作）
- ザ・ナイトメア・オブ・ドルアーガ 不思議のダンジョン（楽曲・効果音制作）
- ザ・キング・オブ・ファイターズ2003（PlayStation 2版楽曲アレンジ参加）
- ドラゴンクエスト&ファイナルファンタジー in いただきストリートSpecial（効果音制作）
- 競馬伝説Live!（楽曲制作）
- ファントム・キングダム（楽曲参加）
- スパイクアウト バトルストリート（楽曲制作）
- あずみ（楽曲・効果音制作）
- 陰陽大戦記 白虎演舞、覇者の印（楽曲・効果音制作）
- ティアリングサーガシリーズ ベルウィックサーガ（音源マニピュレート・楽曲制作）
- 鋳薔薇（楽曲制作）
- SDガンダム ガシャポンウォーズ（楽曲制作）
- 超ドラゴンボールZ（楽曲・効果音制作）
- モンスターキングダム・ジュエルサモナー（楽曲参加）
- ドルアーガオンライン THE STORY OF AON（楽曲・効果音制作）
- BLOOD+ 双翼のバトル輪舞曲（楽曲・効果音制作）
- BULLET WITCH（楽曲制作）
- 夏めろ（楽曲制作）
- 結界師 烏森妖奇談（楽曲・効果音制作）
- まじしゃんず・あかでみい（楽曲制作）
- FolksSoul -失われた伝承-（楽曲制作協力）
- PROJECT SYLPHEED（楽曲参加）
- 絶対音感オトダマスター（楽曲・効果音制作）
- ウミショー（楽曲制作）
- 鉄拳6（楽曲参加）
- アルカノイドDS（楽曲アレンジ参加）
- 結界師 黒芒楼襲来（楽曲・効果音制作）
- プロ野球 ファミリースタジアム（楽曲・効果音制作）
- まもるクンは呪われてしまった!（楽曲・効果音制作）
  - PlayStation 3版『まもるクンは呪われてしまった! 〜冥界活劇ワイド版〜』も担当
- ノスタルジオの風（効果音制作）
- レッツタップ（楽曲参加）
- キモかわE!（楽曲制作）
- 己の信ずる道を征け（楽曲制作）
- テイルズ オブ バーサス（楽曲制作）
- 極限脱出 9時間9人9の扉（楽曲・効果音制作）
- 大神伝 〜小さき太陽〜（効果音制作）
- とびだす!パズルボブル 3D（楽曲・効果音制作）
- クマ・トモ（楽曲・効果音制作）
- 超速変形ジャイロゼッター アルバロスの翼（効果音制作）
- ゲームセンターCX 3丁目の有野（楽曲・効果音制作）
- タッチ!ダブルペンスポーツ（楽曲・効果音制作）
- コズミックブレイク2（サウンド制作）
- ポケモンだいすきクラブ（プレイルーム楽曲制作）
- レーシング娘（楽曲・効果音制作）

### アニメ
- ヤンス!ガンス!（楽曲・効果音制作）
- 海からの使者（楽曲・効果音制作）
- ノーゲーム・ノーライフ（劇伴制作）
- タブー・タトゥー（劇伴制作）[4]